# Georg Schumacher (Mathematiker)
Georg Schumacher (* 6. März 1949 in Münster) ist ein deutscher Mathematiker, der sich mit Fragen der komplexen Analysis (Funktionentheorie mehrerer komplexer Variabler) und komplexen Geometrie befasst.

## Leben
Schumacher wurde 1974 mit einer Arbeit über lokale komplexe Geometrie bei Reinhold Remmert in Münster promoviert.
1977/78 war er Visiting Professor an der University of Notre Dame. 1981 habilitierte er sich in Münster, erhielt 1984 ein Heisenberg-Stipendium und war 1986/87 Lehrstuhlvertreter in Erlangen und 1987/88 in Essen. 1989 erhielt er einen Ruf als Associate Professor (mit tenure) an die University of Notre Dame und Rufe nach Bayreuth und an die Ruhr-Universität Bochum, wo er 1989 bis 1997 Professor war und 1990 bis 1997 das Graduiertenkolleg Geometrie und mathematische Physik leitete. Seit 1997 ist er Professor an der Philipps-Universität Marburg.
Er war unter anderem Gastwissenschaftler am Research Institute for Mathematical Sciences in Kyoto, am MSRI, am Mittag-Leffler-Institut, an der Harvard University, an der Universität Rom (Tor Vergata), Tokio, der University of Maryland in College Park, in Bangalore (ICTS), Island, der University of Adelaide, am Tata Institute of Fundamental Research, in Taiwan und am Courant Institute. Er organisierte unter anderem 1992 eine Oberwolfach-Tagung zur Teichmüller-Theorie mit Scott Wolpert.
Seine Forschungsschwerpunkte sind Deformationstheorie, Kählersche Geometrie und Theorie von Modulräumen komplexer Mannigfaltigkeiten und holomorpher Vektorbündel.
Er ist Ko-Autor in den Neuauflagen der beiden Bände der Funktionentheorie von Reinhold Remmert.

## Schriften
- Harmonic  maps  of  the  moduli  space  of  compact  Riemann  surfaces, Math. Ann., Band 275, 1985, S. 455–466
- The theory of Teichmüller spaces - a view towards moduli spaces of Kähler manifolds, in W. Barth, R. Narasimhan (Hrsg.), Encyclopedia of Mathematical Sciences, Band 69, 1990, S. 251–310
- mit M. Thoma: On the Petersson-Weil metric for the moduli space of Hermite-Einstein bundles and its curvature, Math. Ann., Band 293, 1992, S. 101–107
- mit Akira Fujiki: The moduli space of compact extremal Kähler manifolds and generalized Petersson-Weil metrics, Publ. RIMS, Kyoto Univ. 26, 1990, S. 101–183
- Asymptotics of Kähler-Einstein metrics on quasi-projective manifolds and an extension theorem on holomorphic maps, Math. Annalen 311, 631–645 (1998).
- Moduli of framed manifolds, Inv. Math., Band 134, 1998, S. 229–249
- Kähler geometry of moduli spaces, in: F. Catanese, H. Esnault, A. Huckleberry, K. Hulek, T. Peternell (Hrsg.), Global aspects of complex geometry, Springer 2006
- mit Indranil Biswas: Yang-Mills equation for stable Higgs sheaves, Int. J. Math., Band 20, 2009, S. 541–556
- mit Reynir Axelsson: Geometric Approach to the Weil-Petersson Symplectic Form, Commentarii Math. Helv., Band 85, 2010, S. 243–257
- Positivity of relative canonical bundles and applications. Invent. Math., Band 190, 2012, S. 1–56, Invent. Math., Band 192, 2013, S. 253–255 (2013).
- mit Reinhold Remmert: Funktionentheorie, Band 1, 5. neu bearbeitete Auflage 2002, Band 2, 3. neu bearbeitete Auflage 2007, Springer Verlag
- Über die Entwicklung der Komplexen Analysis in Deutschland vom Ausgang des 19. Jahrhunderts bis zum Anfang der siebziger Jahre, Jahresbericht DMV Bd. 98, 1996, S. 41–133, online